# Hang-On (Sega)
Hang-On (Japans: ハングオン) is een computerspel dat werd ontwikkeld en uitgegeven door Sega. Het spel kwam in 1985 als eerste uit als arcadespel, en in datzelfde jaar ook voor de Sega Master System. Een jaar later volgde een port naar de MSX en de PC-88 homecomputers.

## Spel
Het spel is een motorrace spel. De speler bestuurt een motorfiets en rijdt tegen de tijd en andere tegenstanders. Een teller toont de resterende tijd. Het perspectief van het spel wordt getoond in de derde persoon. Na elke sectie krijgt de speler een bonustijd.

## Arcade-versie
Er zijn drie versies gemaakt van de speelkast; een staand model, een staand model met stoel, en een derde uitvoering met een model van een motorfiets waarop de speler kan zitten.
De hardware bestaat uit de volgende specificaties:
- Processors: 2x Motorola 68000, 6 MHz
- Geluidprocessor: Zilog Z80, 4 MHz
- Geluidchips: Yamaha YM2203, Sega PCM
- Beeldresolutie: 304×224 met 6144 kleuren

## Releases
- Arcade (1985)
- SEGA Master System (1985)
- MSX (1986)
- PC-88 (1986)

## Ontvangst
| Beoordeeld door       | Platform           | Datum            | Score |
| --------------------- | ------------------ | ---------------- | ----- |
| Defunct Games         | SEGA Master System | 30 juli 2005     | 80%   |
| Génération 4          | SEGA Master System | 1987             | 75%   |
| The Video Game Critic | SEGA Master System | 11 februari 2001 | 67%   |
| Tilt                  | SEGA Master System | december 1987    | 65%   |
| VideoGame             | SEGA Master System | april 1991       | 60%   |
| Retrogaming History   | SEGA Master System | 7 maart 2008     | 50%   |
| IMPLANTgames          | SEGA Master System | 25 november 2009 | 50%   |
| Retrogaming.it        | SEGA Master System | 7 maart 2008     | 50%   |
| Game Freaks 365       | SEGA Master System | 2000             | 46%   |
| 1UP!                  | SEGA Master System | 26 januari 2002  | 42%   |

## Vervolgen
- Hang-On Jr (1985)
- Super Hang-On (1987)
- Limited Edition Hang-On (1991)
- Hang-On II